# Jazztronik
Jazztronik é um projeto iniciado em 1998 por Ryota Nozaki que agrega vários estilos, convidando músicos de sua escolha para fazer um som de estilo livre. Suas composições misturam desde o jazz, música eletrônica à música latina.

## Discografia
- Inner Flight, 2001;
- Set Free, abril 2003;
- Horizon, junho 2003;
- Nanairo, 2004;
- Samurai, 2005;
- Zoology, 2006;
- Love Tribe, 2007;
- Grand Blue, 2008;
- JTK, 2008;
- Works 2009;